# ستوكتون (كاليفورنيا)
ستوكتون هي مدينة في كاليفورنيا وهي مقر المقاطعة لسان هواكوين. المدينة تقع شمال سان هواكين فالي

## المناخ
يظهر الجدول التالي التغييرات المناخية على مدار السنة لستوكتون:
| البيانات المناخية لـستوكتون         | البيانات المناخية لـستوكتون | البيانات المناخية لـستوكتون | البيانات المناخية لـستوكتون | البيانات المناخية لـستوكتون | البيانات المناخية لـستوكتون | البيانات المناخية لـستوكتون | البيانات المناخية لـستوكتون | البيانات المناخية لـستوكتون | البيانات المناخية لـستوكتون | البيانات المناخية لـستوكتون | البيانات المناخية لـستوكتون | البيانات المناخية لـستوكتون | البيانات المناخية لـستوكتون |
| الشهر                               | يناير                       | فبراير                      | مارس                        | أبريل                       | مايو                        | يونيو                       | يوليو                       | أغسطس                       | سبتمبر                      | أكتوبر                      | نوفمبر                      | ديسمبر                      | المعدل السنوي               |
| ----------------------------------- | --------------------------- | --------------------------- | --------------------------- | --------------------------- | --------------------------- | --------------------------- | --------------------------- | --------------------------- | --------------------------- | --------------------------- | --------------------------- | --------------------------- | --------------------------- |
| متوسط درجة الحرارة الكبرى °ف (°م)   | 53.9 (12.2)                 | 60.7 (15.9)                 | 66.3 (19.1)                 | 72.6 (22.6)                 | 81.1 (27.3)                 | 88.1 (31.2)                 | 93.4 (34.1)                 | 92.2 (33.4)                 | 87.9 (31.1)                 | 77.9 (25.5)                 | 64.1 (17.8)                 | 53.9 (12.2)                 | 74.3 (23.5)                 |
| متوسط درجة الحرارة الصغرى °ف (°م)   | 37.7 (3.2)                  | 40.2 (4.6)                  | 42.8 (6.0)                  | 45.9 (7.7)                  | 51.6 (10.9)                 | 56.8 (13.8)                 | 60.0 (15.6)                 | 59.2 (15.1)                 | 56.5 (13.6)                 | 49.7 (9.8)                  | 41.9 (5.5)                  | 37.2 (2.9)                  | 48.3 (9.1)                  |
| الهطول إنش (مم)                     | 2.74 (70)                   | 2.54 (65)                   | 2.12 (54)                   | 0.98 (25)                   | 0.53 (13)                   | 0.08 (2.0)                  | 0 (0)                       | 0.01 (0.25)                 | 0.29 (7.4)                  | 0.81 (21)                   | 1.69 (43)                   | 2.22 (56)                   | 14.03 (356)                 |
| متوسط أيام هطول الأمطار (≥ 0.01 in) | 9.5                         | 9.2                         | 8.9                         | 5.0                         | 2.7                         | 1.0                         | 0.2                         | 0.2                         | 1.1                         | 3.3                         | 6.8                         | 9.0                         | 56.9                        |
| المصدر: NOAA                        |                             |                             |                             |                             |                             |                             |                             |                             |                             |                             |                             |                             |                             |

## توأمة
لستوكتون (كاليفورنيا) اتفاقيات توأمة مع كل من:
- شيزوكا
- مدينة إيلويلو
- إمبالمي
- فوشان
- بارما
- باتامبانج
- أسابا

## أعلام
- ريتشارد مونتاغيو
- نيك دياز
- بنجامين هولت
- أموس الونزو ستاغ
- حسن فولادي
- جستن رويلاند
- جيم بولارد
- فريدريك فيري
- نات دياز
- كريس إسحاق